# Kedungbanteng (Bakung)
Kedungbanteng is een bestuurslaag in het regentschap Blitar van de provincie Oost-Java, Indonesië. Kedungbanteng telt 3111 inwoners (volkstelling 2010).